# Harigondanahalli, Turuvekere
Harigondanahalli là một làng thuộc tehsil Turuvekere, huyện Tumkur, bang Karnataka, Ấn Độ.